# رابطة بورفو

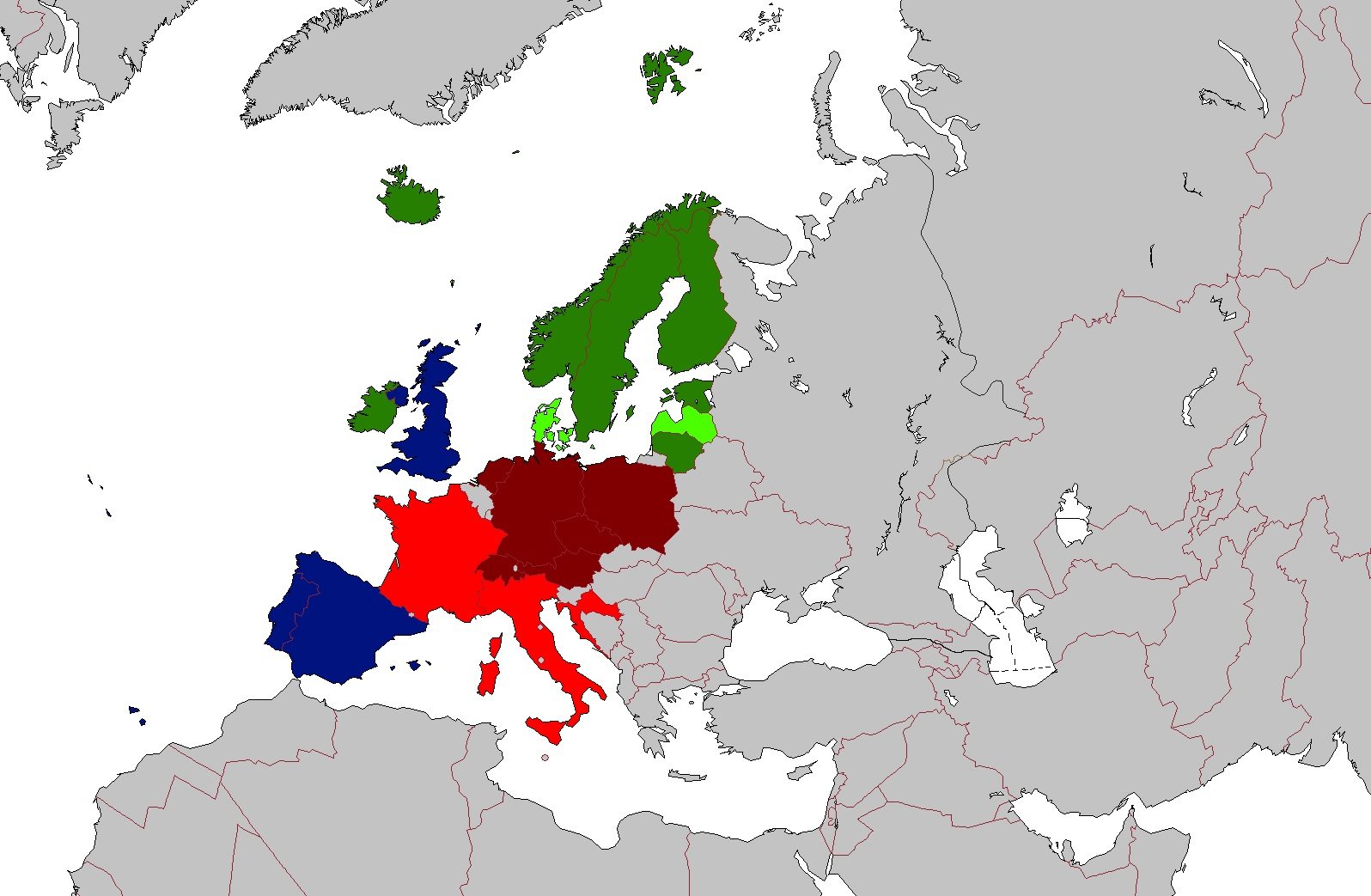

رابطة بورفو (بالإنجليزية: Porvoo Communion)‏ هي رابطة مكونة من 15 كنيسة بروتستانتية في أوروبا وتضم كنيسة إنجلترا بالإضافة الكنائس اللوثرية الموجودة في أوروبا، تأسست في سنة 1992 ويقع مقرها الرئيسي في مدينة بورفو في فنلندا.

## الكنائس الأعضاء
- الكنيسة الإنجيلية اللوثرية الإستونية
- الكنيسة الإنجيلية اللوثرية الليتوانية
- كنيسة النرويج
- الكنيسة الأسقفية الأسكتلندية
- كنيسة السويد
- كنيسة إنجلترا
- الكنيسة الإنجيلية اللوثرية الفنلندية
- كنيسة أيرلندا
- كنيسة أيسلندا
- كنيسة ويلز
- الكنيسة الكاثوليكية الأسقفية الإنجيلية اللوسيتانية
- الكنيسة الأسقفية الإصلاحية الإسبانية
- كنيسة الدنمارك
- الكنيسة الإنجيلية اللوثرية اللاتفية
- الكنيسة اللوثرية البريطانية